# Castanopsis oligoneura
Castanopsis oligoneura är en bokväxtart som beskrevs av Engkik Soepadmo. Castanopsis oligoneura ingår i släktet Castanopsis och familjen bokväxter. Inga underarter finns listade.